# Henrik Ussing
Henrik Ussing, född 23 juni 1877 i Erritsø vid Fredericia, död 2 maj 1946, var en dansk folkminnesforskare. 
Ussing anställdes 1905 som adjunkt vid Sorø akademi och tog 1910 doktorsgraden på avhandlingen Det indbyrdes forhold mellem heltekvadene i den ældre Edda. År 1915 utgav han i föreningen Danmarks Folkeminders skrifter Minder fra Erritsø, en värdefull skildring av sin hemtrakt på grundval av sin fars och andra gamla Erritsøbors berättelser. 
År 1918 blev han efter Axel Olriks död ordförande i Danmarks Folkeminder och utgav under de följande åren en rad utmärkta själländska folklivsskildringar utarbetade i samarbete mellan honom och tre själländska folkminnesmeddelare, den gamle gårdmannen Ingvor Ingvorsen i Ulstrup vid Haslev (Ingvor Ingvorsen's Fortællinger om gammelt sjællandsk bondeliv, 1920), husmanshustrun Karoline Graves från Hallebyore vid Tissø (Ved Halleby Aa, 1921) och gårdmansdottern Marie Christophersen från Højelse vid Køge (Fra Hedeboegnen, 1923). Härtill sluter sig en utmärkt skildring av ön Als gammaldanska kultur (Det gamle Als, 1926). 
Ussing intresserade sig som folkminnesforskare mer för folkliv och folktro än för folkdiktning; sin helhetssyn på den gammaldanska folkkulturen nedlade han i sin lärorika framställning Aarets og livets højtider (1925). Han strävade efter att så långt som möjligt se med den danske bondens egna ögon, nästan utan hänsyn till tidigare folktroforskares teorier och synsätt. Han gjorde sig även gällande som ortnamns- och folkmålsforskare, särskilt genom artiklar i tidskriften "Danske Studier", bland annat Stednavne i Erritsø sogn (1905), Om sproget i St. St. Blichers noveller (1912), Om Bebyggelserne og stednavnene paa -thorp (1917) och Danske stednavnes retskrivning (1923).